# Victor Saúde Maria
Victor Saúde Maria (27 aprile 1939 – 25 ottobre 1999) è stato un politico guineense.
È stato Primo ministro della Guinea-Bissau dal maggio 1982 al marzo 1984.
Inoltre dal 1974 al 1982 ha ricoperto la carica di Ministro degli esteri.
Dal 1984 al 1990 ha vissuto in esilio in Portogallo.
Nel 1999 è stato ucciso.